# Asiatisk singrøn
Asiatisk singrøn (Vinca herbacea) er en staude med krybende til opstigende vækst. Blomsterne er lavendelblå og ligner meget Clematis.

## Beskrivelse
Skuddene har først lysegrøn, glat bark, men senere bliver den rødlig eller violet. Bladene er modsatte og elliptiske med lang spids. Randen er hel og oversiden er mørkegrøn og blank, mens undersiden er mere lys og mat. 
Blomstringen ses i slutningen af maj og ind i juni. Blomsterne er parvist stillede og lavendelblå med hvidt øje. De ligner meget Clematis, men der er kun 5 kronblade. Frøene modner – så vidt vides – ikke i Danmark.
Asiatisk singrøn har et groft trævlet rodnet med underjordiske udløbere.
Højde x bredde og årlig tilvækst: 0,25 x 2,0 m (25 x 25 cm/år).

## Hjemsted
Asiatisk singrøn vokser på let skyggede steder i Europas og Lilleasiens steppeegne. I det nordøstlige Bulgarien, hvor klimaet er kontinentalt med varm, tørre somre og hårde vintre, findes steppeområder af samme type, som kan ses i f.eks. Ungarn og Ukraine. Her vokser arten sammen med bl.a. agernigella, almindelig blærebælg, almindelig judastræ, almindelig nældetræ, almindelig parykbusk, almindelig syren, asfaltkløver, balkanpæon, bjergkortkrone, bjergstenfrø, blå staudeklematis, buskhestesko, dværgmandel, farvegåseurt, foderesparsette, fransk rose, glatbladet tidselkugle, gul læbeløs, hvid diktam, hårtotfjergræs, kronelimurt, lav iris, Melica transsilvanica (en art af flitteraks), melittis, opret galtetand, pigget lakrids, Potentilla cinerea (en art af potentil), purpurkongelys, russisk løn, Scabiosa argentea (en art af skabiose), sibirisk klokke, skarleje, skærmokseøje, slank sternbergia, spinkel kambunke, strandasters, sølvsalvie, sølvbladet pære, Teucrium polium (en art af kortlæbe), uldhåret fingerbøl, våradonis og weichsel

## Note
1. ↑  Where to watch plants in Bulgaria: Norteastern Bulgaria Arkiveret 14. august 2014 hos  Wayback Machine – grundig beskrivelse af vegetationerne i denne landsdel (engelsk)

| Portal | Portal:Botanik |